# Gradič Češnjice
Gradič Češnjice (nemško »Kherstettn«, »Kherstetten« in tudi »Liechteneck«, »Lichtenegg«) je nekoč stal na robu naselja Češnjice pri Moravčah. Dvorec zgrajen v začetku 16. stoletja na mestu prejšnjega dvora je bil prepuščen v ruševine konec 2. svetovne vojne, v kateri je bil požgan. Na njegovem mestu stoji zasebna hiša. 

## Zgodovina
Dvor Češnjice je izpričan v listini že leta 1400, ko je bil v lasti  Celjskih grofov. Tedaj ga je grof Herman II. Celjski podelil v fevd Ruedleinu Seitscherju. Po Valvasorju naj bi gradič po letu 1500 (po nekaterih ocenah okoli leta 1550) pozidali gospodje Galli z  Rožeka, na mestu nekdanjega dvora omenjenega v fevdni knjigi in urbarju Celjskih grofov. Bratje Andrej, Krištof, Martin, Rudolf, Jošt Jožef in Sigfrid Galli, ki so takrat še bili na Rožeku, so gradič leta 1593 prodali Viljemu Gallu. Na gradiču je med leti 1586 -1592 bival navdušen protestant Andrej Gall (takrat stotnik gorenjske četrti), ki se je s kranjskimi strelci boril proti Turkom v letih 1592-96 v Bihaču, Petrinji in Sisku. Njegovega bratranca Janža Daniela Galla so takrat Turki ujeli pri Bihaču in ga leta 1594 usmrtili v Beogradu. Po Viljemovi smrti sta postala lastnika Češnjic spet brata Rudolf in Sigfrid pl. Galla, ki sta gradič leta 1605 (in ne leta 1612 kot poroča Valvasor.)   prodala plemiču luteranu Samuelu Hasiberu. Njemu je sledil sin Melhior, leta 1672 pa vnuk Ferdinand Ernest. Ko je poslednji moški potomec te družine Ignac Karel umrl, ga je leta 1748 podedovala Marija Ana Hasiber, poročena Segalla. Nato je 1785  postala lastnica dvorca njena vnukinja Antonija Moitelle.  Ta ga je leta 1802 prodala Joahimu Ignacu Steinu.   Nato je dvorec hitro menjaval lastnike in sicer dr. Leopolda Baumgartnerja, Ignaca Scarijo, Ferdinanda pl. Gorup – Bežanec  in leta 1842 upravitelj gospostva Dol, Gašper Brvar, ki ga je leta 1852 prodal dr. Juriju Wurzbachu pl. Tannenbergu iz Preddvora. Nasledil ga je Maksimilijan Wurzbach pl. Tannenberg in nato leta 1917 dežela Kranjska. Leta 1921 ga je ponovno odkupil Artur Wurzbach, ki pa ga je prodal davčnemu uradniku Primcu. Rodbina Primc iz Ljubljane je leta 1938 že propadajoč dvorec prodala občini Moravče, ki je dve leti kasneje v njem uredila sirotišnico. V začetku maja 1943 so dvorec požgali partizani, da se v dvorec ne bi vselila nemška policija. Kasneje je v kleti bila partizanska bolnišnica Ribnik. Po koncu vojne so okoliški kmetje ruševine dvorca uporabili kot gradbeni material. 